# Michel Dufour (écrivain)
Pour les articles homonymes, voir Michel Dufour et Dufour.
Michel Dufour est un romancier et nouvelliste québécois né en 1958. Professeur de littérature au collégial pendant plusieurs années, il a collaboré au magazine Nuit Blanche et à des revues comme Stop, XYZ, Solaris et Le Sabord. Depuis 1989, il a publié six recueils de nouvelles et trois romans. Étudiés dans les écoles, ses textes ont été lus à la radio de Radio-Canada, repris dans des anthologies et traduits en espagnol. 

## Œuvres

### Recueils de nouvelles
- Circuit fermé, L'instant même, 1989.
- Passé la frontière, L'instant même, 1991.
- N'arrêtez pas la musique !, L'instant même, 1995.
- Les chemins contraires, L'instant même, 1999.
- Cette part d'obscurité, Sémaphore, 2019.
- Lignes de vie, Lévesque éditeur, 2020.

### Nouvelles parues dans des revues
- État de choc, dans Stop, no  7, juillet/août/septembre 1988.
- Le drame de l'ascenseur, dans XYZ, no 16, hiver 1988.
- Fuyez tous!, dans XYZ, no 28, hiver 1991.
- Cinq dans une planque, dans Stop, no 127, novembre/décembre 1991.
- Faire mouche, dans Solaris, no 103, automne 1992.
- Schubert D. 810, dans XYZ, no 35, automne 1993.
- Les mots tus, dans XYZ, no 36, hiver 1993.
- Guichetière de l'enfance, dans Le Sabord, no 36, hiver 1994.
- Ce que vous ne verrez pas, dans Stop, no  137, juillet/août 1994.
- Le feu et l'eau, dans XYZ, no 40, hiver 1994.
- Le sacrifice, dans Le Sabord, no 40, printemps-été 1995.
- Sur et sucré, dans XYZ, no 42, été 1995.
- Visages de mon ennemie, dans XYZ, no 48, hiver 1996.
- La bête aura toujours soif, dans L'encrier renversé, no 82, hiver 2019.
- Nécrologie d'Ernesto Esteban, dans XYZ, no 142, été 2020.
- Le démantèlement, dans XYZ, no 150, été 2022.
- Première vague, dans XYZ, no 152, hiver 2023.

### Nouvelles lues à la radio
- Là-haut, diffusé sur les ondes FM de Radio-Canada le 6 août 1986 (lecture : Annie de Raîche ; réalisation : Michel Gariépy).
- L'ordre, diffusé sur les ondes FM de Radio-Canada le 12 février 1992 (lecture : Gilles Pelletier ; réalisation : Aline Legrand).
- Requiem amoureux, diffusé sur les ondes FM de Radio-Canada le 20 septembre 1993 (lecture : Antoine Laprise et Marie Gignac ; réalisation : André Corriveau).

### Romans
- Loin des yeux du soleil, L'instant même, 2001.
- L'inconnu dans la voiture rouge, L'instant même, 2004.
- Le démon de la faim, Sémaphore, 2017.

### Chansons
- Chevaux sans musique (en collaboration avec Edgar Bori) sur Changer d'air, Edgar Bori, Productions de l'onde, 2002.

### Collectifs, anthologies, traductions
- Le récit de fiction. Quinze textes à découvrir. Beloeil, La lignée, 1993, [Vous et l'ange, p. 114-122].
- Meurtres à Québec, L'instant même, 1993, [Requiem amoureux, p. 37-49].
- Autores contemporaneos de Quebec. Breve antologia. Universidad Nacional Autónoma de México y Ediciones Coyoacan, 1993 (nouvelle édition en 2003), [En el arenero, p. 13-17].
- Dix ans de nouvelles. Une anthologie québécoise. L'instant même, 1996 [Dans le carré de sable, p. 156-159].
- Le fantastique même. Une anthologie québécoise. L'instant même, 1997, [Dames au parc devant un inconnu, p. 52-54 ; Cauchemars parallèles, p. 177-179].
- Nouvelles d'ici et d'ailleurs, Éditions du renouveau pédagogique, 2001, [Les planètes, p. 49-51].
- Anthologie de la nouvelle québécoise actuelle, L'instant même, 2003, [Cinq dans une planque, p. 73-83].
- Un continente a la deriva ?, México, Fondo de cultura económica, 2003, [Cinco en un escondite, p. 83-91].
- Tragaluz, Guadajara, no 20, juillet/août 2004 [Damas en el parque frente a un desconocido, p. 14-15].
- Vingt-cinq ans de nouvelles. Une anthologie québécoise. L'instant même, 2011, [Cinq dans une planque, p. 94-102]

## Accueil critique
La critique a rapidement salué un auteur qui «fait montre d’une rare maturité» dès son premier livre. D’un recueil à l’autre, selon Michel Lord, « l’on assiste à l’efflorescence d’une des plus belles œuvres nouvellières du Québec ». Stanley Péan abonde dans le même sens en qualifiant l’auteur de « l’un des solistes les plus intéressants du chœur des éditions de l’Instant même ». Toujours selon Péan, son premier roman « prolonge admirablement [une] œuvre injustement méconnue ». Antoine Tanguay souligne pertinemment que l'auteur écrit « des récits forts où s'entrecroisent des êtres déstabilisés, souvent victimes de douloureuses ruptures, oubliés par la Providence et la plupart du temps contraints à l'errance ». Pour André Brochu, l’écriture de son deuxième roman est « d’une grande netteté, un style simple et beau qui coule de source ».

## Prix et distinctions
- Là-haut, texte retenu par le jury du concours de nouvelles de Radio-Canada 1986.
- Cinq dans une planque, texte finaliste au quatrième concours de nouvelles de la revue Stop 1991.
- Sur et sucré, troisième prix du cinquième concours de nouvelles XYZ 1995.
- Les chemins contraires, prix Adrienne-Choquette 2000.